# Vladimir Chuchelov

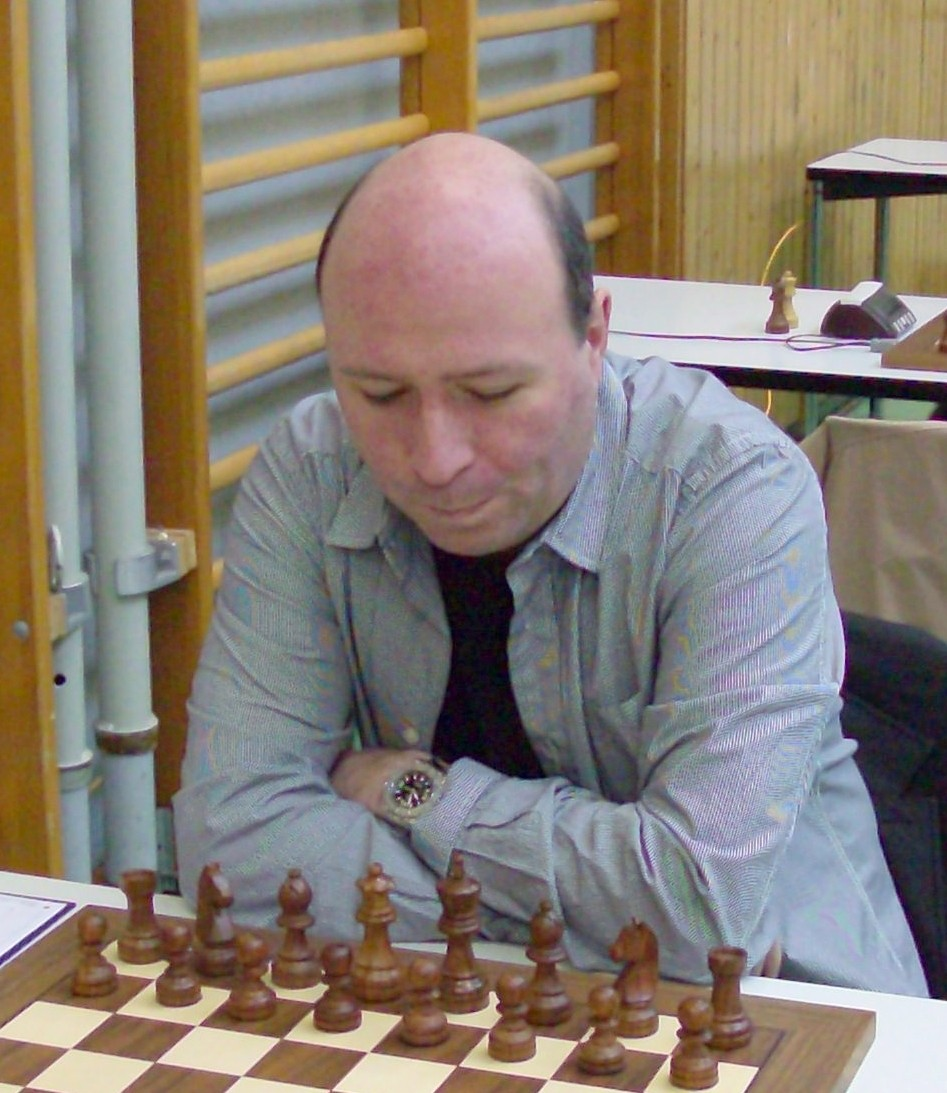
Vladimir Chuchelov

Vladimir Nikolajevitsj Chuchelov (Russisch: Владимир Николаевич Чучелов, Vladimir Nikolajevitsj Tsjoetsjelov) (Moskou, 28 september 1969) is een Belgische schaker van Russische oorsprong.
- Van 18 juni t/m 2 juli 2005 werd in Warschau het Europees kampioenschap schaken 2005 gespeeld dat met 10 punten uit 13 ronden gewonnen werd door de Roemeense grootmeester Liviu Dieter Nisipeanu. Chuchelov behaalde zeven punten in dit toernooi.
- Op 1 oktober 2005 speelde hij mee in het toernooi om het open NK Rapidschaak dat in Vlaardingen gespeeld werd. Hij eindigde met 6 uit 9 op de zesde plaats.